# Раз, два — дружно!
«Раз, два — дружно!» — советский рисованный мультипликационный фильм 1967 года по одноимённой сказке Владимира Сутеева. Фильм поставил режиссёр Владимир Полковников, его герои — лесные звери, наделённые яркими человеческими характерами.

## Сюжет
Лось, бежавший по лесу во время грозы, был придавлен поваленным деревом. Наглая и коварная сорока рассказала об этом волкам по всему лесу. Добрые лесные зверушки решили помочь лосю высвободиться. Первым был ёжик, затем заяц и зайчиха, семейство белок, мышка, лягушка. Решающим в спасении лося от волков оказался вклад самого маленького персонажа — муравья.

## Создатели
| автор сценария            | Владимир Сутеев |
| режиссёр                  | Владимир Полковников |
| композитор                | Александр Варламов |
| художник-постановщик      | Мария Рудаченко |
| оператор                  | Нина Климова |
| звукооператор             | Борис Фильчиков |
| редактор                  | Зинаида Павлова |
| ассистент режиссёра       | Е. Туранова |
| монтажёр                  | Любовь Георгиева |
| ассистент художника       | Владимир Морозов |
| художники-мультипликаторы | - Рената Миренкова - Николай Фёдоров - Антонина Алёшина - Юрий Бутырин - Наталия Богомолова - Ольга Орлова - Леонид Носырев (в титрах — А. Носырев) - Марина Рогова        |
| прорисовщики              | - В. Максимович - Лера Рыбчевская |
| декораторы                | - Ирина Светлица - Вера Харитонова |
| роли озвучивали           | - Анастасия Георгиевская - Александра Панова - Клара Румянова - Степан Бубнов - Георгий Вицин - Евгений Весник - Алексей Консовский - Анатолий Папанов - Мария Виноградова |
| директор картины          | Фёдор Иванов |

## Книжное издание
Сутеев В. Г. В мире сказок В. Сутеева. — АСТ, 2009. — ISBN 978-5-17-057941-9.
-(в том числе сказка «Раз-два, дружно!» — с.121-130, цветные иллюстрации).

### Комментарии
1. ↑  Имя и отчество уточнены по персональной странице на сайте Аниматор.ру[4].
2. ↑  Имя уточнено по решению Роспатента[5].